# Gergithomorphus fasciatifrons
Gergithomorphus fasciatifrons är en insektsart som beskrevs av Gustaf Emanuel Haglund 1899. Gergithomorphus fasciatifrons ingår i släktet Gergithomorphus och familjen Tropiduchidae. Inga underarter finns listade i Catalogue of Life.